# Sam Mendes
Sam Mendes (Reading, Berkshire, Anglaterra - 1 d'agost de 1965) és un director de cinema, teatre i televisió, guionista i productor anglès.

## Biografia
És el fill únic del conferenciant universitari James Peter i de l'escriptora Valerie Helene, que es van divorciar quan Sam tenia cinc anys. El seu pare, que és de Trinitat i Tobago, és un catòlic romà d'ascendència portuguesa, descendents de criolls. El seu avi patern era el novel·lista Alfred Mendes, fundador de la revista literària The Beacon.
A finals de la dècada del 1980 i després de concloure els seus estudis a la Universitat de Cambridge, Mendes va donar inici a la seva carrera teatral al Festival de Chichester i posteriorment va formar part de la Royal Shakespeare Company. El seu prestigi va anar creixent al món escènic de Londres i Broadway, especialment després dels seus prestigiosos treballs en el Donmar Warehouse Theatre. Als 24 anys de l'edat, Mendes va dirigir una producció de Txèkhov, The Cherry Orchard al West Theatre que va protagonitzar Judi Dench.
El 1990, Mendes va ser nomenat director artístic del Donmar Warehouse, un estudi del Covent Garden de Londres que va ajudar a transformar-se en un dels teatres més destacats de la ciutat.
Gràcies a la seva admiració per l'adaptació del musical Cabaret, que va aconseguir diversos premis Tony, Steven Spielberg li va donar l'oportunitat a Sam Mendes d'iniciar la seva trajectòria cinematogràfica amb la producció per part de Dreamworks el 1999 d' American Beauty, una sàtira sobre la hipocresia i el somni americà escrita pel guionista Alan Ball. American Beauty va aconseguir l'Oscar a la millor pel·lícula de l'any i Mendes va ser guardonat amb l'Oscar al millor director.
Tres anys després i després d'un temps bolcat al teatre, el director britànic va estrenar Road to Perdition (2002), una història de gàngsters amb una perspectiva lírica a les relacions entre pare i fill protagonitzada per Tom Hanks i Paul Newman. La pel·lícula estava basada en una novel·la gràfica de Max Allan Collins.
L'any 2003, Mendes va contreure matrimoni amb l'actriu Kate Winslet.
Jarhead (2005) era una història militar ambientada a l'Orient Pròxim, mentre que Revolutionary Road (2008), pel·lícula protagonitzada per la seva dona Kate Winslet al costat de Leonardo DiCaprio, narrava els conflictes matrimonials d'una jove parella als anys 50.

## Filmografia
| Any  | Títol                      | Director | Productor | Notes                          |
| ---- | -------------------------- | -------- | --------- | ------------------------------ |
| 1999 | American Beauty            | Sí       |           |                                |
| 2002 | Road to Perdition          | Sí       | Sí        |                                |
| 2005 | Jarhead                    | Sí       |           |                                |
| 2006 | Starter for 10             |          | Sí        | productor executiu             |
| 2007 | Things We Lost in the Fire |          | Sí        |                                |
| 2007 | The Kite Runner            |          | Sí        | productor executiu             |
| 2008 | Revolutionary Road         | Sí       | Sí        |                                |
| 2009 | Away We Go                 | Sí       |           |                                |
| 2010 | Out of the Ashes           |          | Sí        | documental; productor executiu |
| 2012 | Blood                      |          | Sí        | productor executiu             |
| 2012 | Skyfall                    | Sí       |           |                                |
| 2015 | Spectre                    | Sí       |           |                                |
| 2019 | 1917                       | Sí       | Sí        | guionista                      |
| 2022 | Empire of Light            | Sí       | Sí        | Sí                             |
| 2024 | The Franchise              |          |           |                                |